# Lepidophorella unadentata
Lepidophorella unadentata är en urinsektsart som beskrevs av John Tenison Salmon 1941. Lepidophorella unadentata ingår i släktet Lepidophorella och familjen långhornshoppstjärtar. Inga underarter finns listade i Catalogue of Life.